# Đại Thắng, Phú Xuyên
Đại Thắng là một xã thuộc huyện Phú Xuyên, thành phố Hà Nội, Việt Nam.
Xã Đại Thắng có diện tích 4.21 km², dân số năm 1999 là 5.160 người, mật độ dân số đạt 1.226 người/km².